# Labour of Love
Labour of Love é o quarto álbum de estúdio da banda UB40, lançado a 12 de setembro de 1983.
O disco atingiu o nº 1 das tabelas no Reino Unido, ficando mais de 100 semanas nas paradas, sendo certificado dupla platina.

## Faixas
1. "Cherry Oh Baby" (original de Eric Donaldson) – 3:18
2. "Keep on Moving" (original de The Impressions) – 4:37
3. "Please Don't Make Me Cry" (original de Winston Tucker) – 3:26
4. "Sweet Sensation" (original de The Melodians) – 3:42
5. "Johnny Too Bad" (original de The Slickers) – 4:57
6. "Red, Red Wine" (original de Neil Diamond; inspirado de Tony Tribe) – 5:21
7. "Guilty" (original de Tiger) – 3:16
8. "She Caught the Train" (original de Joe Monsano) – 3:17
9. "Version Girl" (original de Boy Friday) – 3:27
10. "Many Rivers to Cross" (original de Jimmy Cliff) – 4:31

## Paradas
| Ano  | Parada        | Posição |
| ---- | ------------- | ------- |
| 1983 | Billboard 200 | 15      |